# Fritz Heidegger
Fritz Heidegger (* 6. Februar 1894 in Meßkirch; † 26. Juni 1980) war ein deutscher Bankkaufmann. Er galt seinerzeit als der beste Kenner der Schriften seines fünf Jahre älteren Bruders, des Philosophen Martin Heidegger, und transkribierte alle zu Lebzeiten seines Bruders veröffentlichten Texte von dessen schwer lesbaren Manuskripten in entsprechende Typoskripte. Darüber hinaus war er auch selbst als Autor tätig.

## Leben

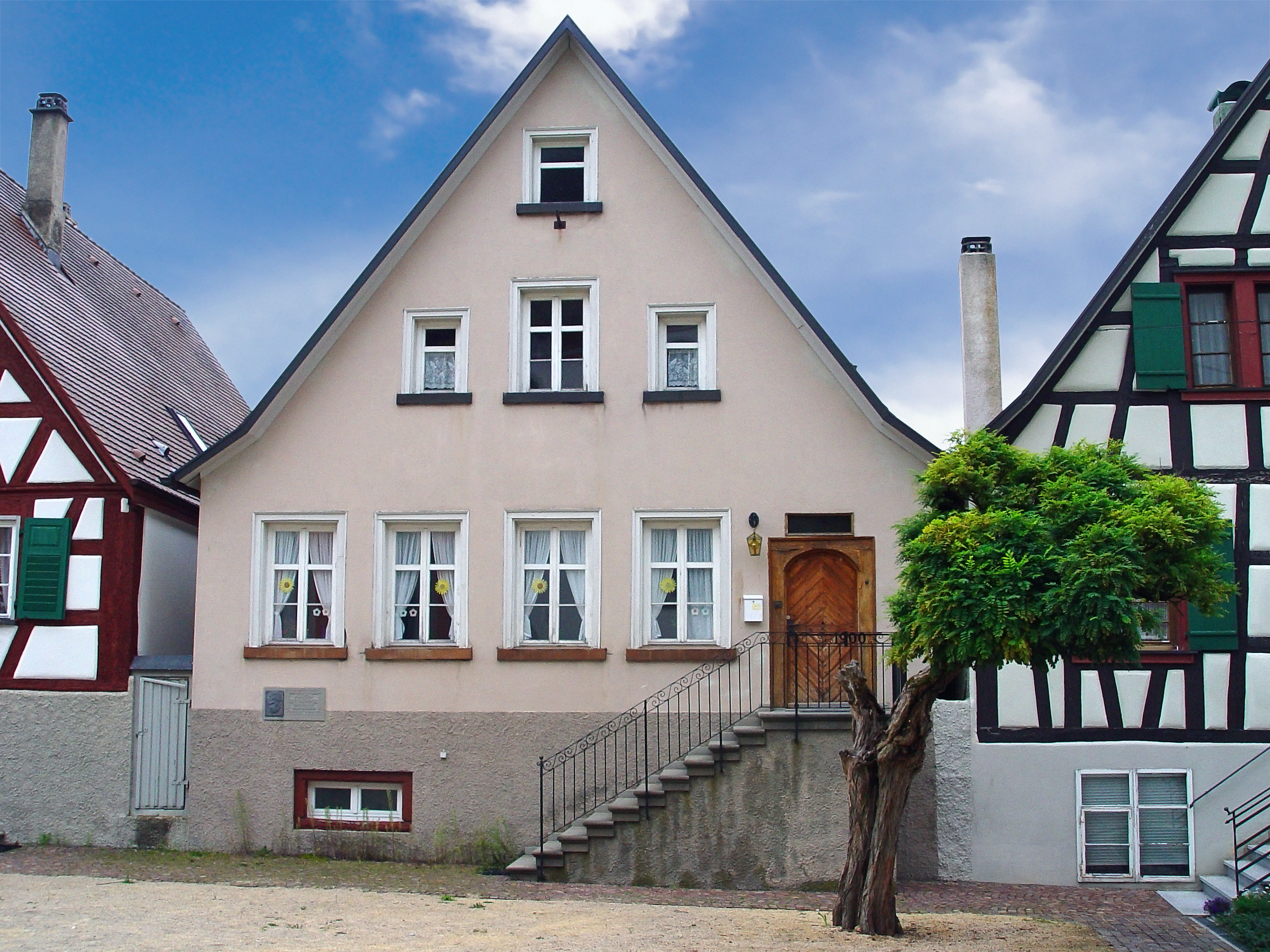
„Mesmerhaus“ in Meßkirch, das Elternhaus von Martin und Fritz Heidegger

Fritz Heidegger war der jüngste Sohn des Küfermeisters und Mesmers Friedrich Heidegger und dessen Frau Johanna.
Im Rahmen seiner Schulausbildung besuchte er drei Jahre lang das damalige Erzbischöfliche Konvikt in Konstanz am Bodensee (heute: Heinrich-Suso-Gymnasium), verließ es jedoch wegen eines Sprachfehlers. In Berlin absolvierte er eine Banklehre. 1922 kehre er nach Meßkirch zurück; bis zu seiner Pensionierung war er bei der dortigen Volksbank angestellt.
Fritz Heidegger war seit 1925 mit Elisabeth (geb. Walter; 1898–1969) verheiratet; ihre Söhne waren Thomas (1926–2013), Forstdirektor in Bonndorf, Heinrich (1928–2021), katholischer Pfarrer in St. Blasien und Franz (1929–1955), Kaufmann.

## Wirken
Obwohl Fritz Heidegger, der intellektuell seinem Bruder Martin durchaus ebenbürtig war, den angestrebten Beruf eines Geistlichen nicht ergreifen konnte, war er für Martin eine Autorität in religiösen Fragen. Die Transkription seiner Manuskripte durch den Bruder Fritz wiederum war für den Philosophen „mehr als die Herstellung von Abschriften, denn es verlangte Anderes: nämlich das Einarbeiten in Gedankengänge, die auch der damaligen wissenschaftlichen Welt und den Fachleuten noch unbekannt und unzugänglich waren.“ Während des Zweiten Weltkriegs sicherte Fritz Heidegger die Manuskripte seines Bruders in einem Banktresor, nach dem Krieg begleitete er ihn häufig zu philosophischen Symposien.
Fritz Heidegger galt als stadtbekanntes Original, sein berühmter Bruder Martin hingegen war in seinem Heimatort der „Bruder vom Fritz“. Wenn Fritz spotten konnte, sprach er ohne Stocken, doch wenn er „ernst“ wurde, geriet ihm das „Heideggersche Dasein“ zum „Da-da-dasein“. Er war „berühmt und berüchtigt für seine Fastnachtsreden“, die  stilistisch den Predigten und Kanzelansprachen des aus Kreenheinstetten nahe Meßkirch stammenden Augustinermönchs Abraham a Sancta Clara ähnelten. Das „Sokratisch-Subversive der Fastnachtsreden“ machte auch vor der Philosophie seines Bruders nicht halt.
Erhalten sind von Fritz Heideggers Werken die Reden aus den Jahren 1934, 1937 und 1948 und ein Fastnachtsspiel. In seiner Rede von 1934 sprach er vom Sommer 1933, der so heiß war, dass er „alles braun werden ließ“, er warnte vor braunen „Hundertprozentigen“ und prophezeite, „der 2. Weltkrieg“ werde „in wenigen Jahren“ ausbrechen. Die „Volksgemeinschaft“ charakterisierte er in der Rede von 1937 mit den Worten: „Alles zieht an einem Strick – und keiner traut dem anderen!“ Im Gegensatz zu seinem Bruder Martin lehnte er den Eintritt in die NSDAP zunächst ab und trat erst 1942 aus Sorge um die Zukunft seiner Söhne ein. Doch bereits ein halbes Jahr später wurde er aus der Partei ausgeschlossen.
Im Jahr 2005 erschien eine Doppelbiografie über die Brüder Heidegger unter dem Titel Martin und Fritz Heidegger. Philosophie und Fastnacht, verfasst von dem Berliner Literaturwissenschaftler Hans Dieter Zimmermann.
Im Herbst 2014 wurde mitgeteilt, dass das Deutsche Literaturarchiv Marbach 572 bisher unveröffentlichte Briefe sowie 36 Postkarten aus dem Schriftwechsel Fritz Heideggers mit seinem Bruder erworben habe.

## Zitate
„Im Erkennen, daß der Weg zur Volksgemeinschaft der Weg vom Ich zum Ihr ist … dazu brauchen wir wenigstens 100 Jahre. Und ich habe mit Hilfe mathematischer Formeln errechnet, daß wir in Meßkirch wenigstens 500 Jahre dazu brauchen.“

Über seinen berühmten Bruder sagte er:

„Den Martin hot me für nix Gscheits brauche kenne, no isch er halt Philosoph worre.
 (Den Martin hat man für nichts Gescheites gebrauchen können, da ist er eben Philosoph geworden.)“

## Veröffentlichungen
- Zwanzig Millionen Dollar – verschtoscht – in bar!, Farce, Erstaufführung 1936 in Meßkirch
- Fritz Langen: Zwanzig Millionen Dollar – verschtoscht – in bar!, Hörspiel nach dem gleichnamigen Theaterstück von Fritz Heidegger, Südwestrundfunk, SWR 4, 11. Dezember 2010[12]
- 100 Jahre Volksbank Meßkirch e.G.m.b.H.: 1864–1964, Festschrift zum 100jährigen Jubiläum der Volksbank Messkirch E.G.M.H. am 31. Mai 1964, Heuberg-Druckerei, Messkirch 1964.
- Ein Geburtstagsbrief, in: Vittorio Klostermann (Hrsg.): Martin Heidegger zum 80. Geburtstag von seiner Heimatstadt Meßkirch, Frankfurt am Main 1969, S. 58–63.